# Поликрит
Поликрит је у грчкој митологији било име више личности.

## Митологија
- Према Плутарху, био је градитељ који је са омаловажавањем причао о утврђењу Пемандрије и у истом маниру прескочио ископани канал. Пемандер је хитнуо камен на њега, али га је промашио, те погодио свог сина Леукипа и убио га.[1]

- Флегон је у Етолији забележио причу о духу човека који се звао Поликрит и који се појавио када је локално становништво хтело да убије његовог сина, рођеног као хермафродит. Дух је отео дете и прождрао га, а потом нестао. Поликрит је за живота био сматран часним човеком, због свог племенитог порекла. Оженио се женом из Локриде, али је она убрзо (након четири дана) остала удовица. Она је родила дете са два полна органа и грађани су се замислили над њим. Неки од њих су дошли до закључка да је разлог оваквом изгледу било различито порекло његових родитеља, односно то што потичу из различитих градова, што су сматрали прекршајем. Пророци су саветовали да се мајка и дете одведу ван града, на село и тамо спале. Тада се и појавио дух у црној одори и преплашио неке од присутних. Међутим, умирио их је нежним гласом, али и апеловао да му дају дете и никако не слушају савете лудих, како их је назвао, пророка и не спаљују га, јер би на тај начин оно било третирано као жртвена животиња. Предсказао им је несрећу уколико га не испоштују и затражио да његов захтев размотре брзо, јер му није било дозвољено да дуго борави међу живима. Људи су отпочели међусобну расправу, јер неки нису били вољни да послушају духа, али је дух наједном зграбио дете и почео да га прождире. Присутни су вриштали и бацали камење на духа покушавајући да га отерају, али га камење није могло повредити. Дух је најпре појео удове, а потом и тело. Остала је само глава, која је пала на земљу, јер је дух нестао. Грађани су због овога хтели да се обрате пророчишту на Делфима, али је тада проговорила глава дечака и одвратила их од те намере. Заправо, глава је сама дала пророчанство, између осталог и да ће Етољани и Локриђани живети заједно, а по вољи богиње Атене. Такође, прорекла им је застрашујући наредни период, када ће многи од њих умрети, а због тога што дух није успео да уништи и дететову главу, што богови нису могли да опросте. Становници су поверовали овом пророчанству и своје супруге, сасвим малу децу и остареле склонили на сигурна места, колико је то свако од њих могао да обезбеди. У наредној години су заратили са Акарнанијом и имали су велике губитке на обе стране.[2]